# Сандер Гройн
Сандер Гройн (нід. Sander Groen; нар. 16 червня 1968) — колишній нідерландський тенісист.
Найвищу одиночну позицію світового рейтингу — 177 місце досяг 4 березня 1996, парну — 61 місце — 20 жовтня 1997 року.
Здобув 1 парний титул.
Найвищим досягненням на турнірах Великого шолома було 3 коло в парному розряді.
Завершив кар'єру 2019 року.

## Парний розряд титули (13)
| Легенда (одиночний розряд) |
| Великий шлем (0)           |
| Tennis Masters Cup (0)     |
| Серія Мастерс ATP (0)      |
| Тур ATP (1)                |
| Челленджери (12)           |

| Ранг | Дата | Турнір                            | Покриття   | Партнер          | Суперники                         | Рахунок       |
| 1.   | 1991 | Cherbourg, Франція                | Тверде (i) | Байрон Талбот    | Міхаел Данієл Браян Девенінг      | 3–6, 6–3, 7–5 |
| 2.   | 1992 | Мерано, Італія                    | Ґрунт      | Давід Пріносіл   | Ліонель Бартез Алоїс Бест         | 6–4, 6–4      |
| 3.   | 1992 | Дублін, Ірландія                  | Тверде     | Арне Томс        | Дуґлас Ґайвальд Роббі Куніґ       | 5–7, 6–4, 6–3 |
| 4.   | 1992 | Мюнхен, Німеччина                 | Килим      | Арне Томс        | Маркос Ондруска Грант Стеффорд    | 6–4, 7–6      |
| 5.   | 1993 | Мюнхен, Німеччина                 | Килим      | Арне Томс        | Джон Айрленд (тенісист) Джон Янсі | 6–3, 6–3      |
| 6.   | 1994 | Сінгапур                          | Тверде     | Браян Девенінг   | Леонардо Лаваль Даніло Марселіно  | 6–2, 7–6      |
| 7.   | 1997 | Дубай, Об'єднані Арабські Емірати | Тверде     | Горан Іванишевич | Сендон Столл Цирил Сук            | 7–6, 6–3      |
| 8.   | 1998 | Дрезден, Німеччина                | Ґрунт      | Пабло Альбано    | Джеймі Гомс Ендрю Пейнтер         | 6–4, 6–3      |
| 9.   | 1998 | Гвадалахара (Мексика), Мексика    | Ґрунт      | Алі Хамадех      | Мартін Гарсія Себастьян Прієто    | 6–4, 6–2      |
| 10.  | 1999 | Сеговія, Іспанія                  | Ґрунт      | Роджер Федерер   | Ота Фукарек Алехандро Ернандес    | 6–4, 7–6      |
| 11.  | 2000 | Аахен, Німеччина                  | Килим      | Ян Сімерінк      | Міхаель Кольманн Франц Штаудер    | 6–7, 7–6, 6–3 |
| 12.  | 2001 | Гайльбронн, Німеччина             | Килим      | Джек Вейт        | Петр Лукса Давід Шкох             | 1–6, 6–3, 7–6 |
| 13.  | 2001 | Простейов, Чехія                  | Ґрунт      | Андреа Гауденці  | Девін Бовен Маріано Худ           | 7–6, 6–4      |

### Поразка (15)
| Ранг | Дата | Турнір                                          | Покриття   | Партнер           | Суперники                          | Рахунок       |
| 1.   | 1992 | Гайльбронн, Німеччина                           | Килим      | Томас Нюдаль      | Дуг Ейзенман Бент-Уве Педерсен     | 1–6, 3–6      |
| 2.   | 1992 | Відкритий чемпіонат Хорватії з тенісу, Хорватія | Ґрунт      | Ларс Кословскі    | Давід Пріносіл Ріхард Вогел        | 3–6, 7–6, 6–7 |
| 3.   | 1992 | Сінгапур                                        | Тверде     | Патрік Баур       | Мартін Блекмен Лоренс Тілеман      | 4–6, 6–1, 6–7 |
| 4.   | 1993 | Бергамо, Італія                                 | Тверде (i) | Арне Томс         | Крістіан Бранді Крістіано Каратті  | 6–4, 4–6, 1–6 |
| 5.   | 1993 | Гоенбрунн, Німеччина                            | Ґрунт      | Арне Томс         | Мауріс Руа Маріо Табарес           | 3–6, 3–6      |
| 6.   | 1993 | Сінгапур                                        | Тверде     | Грант Стеффорд    | Джеремі Бейтс Хрісто ван Ренсбург  | 3–6, 4–6      |
| 7.   | 1995 | Бристоль, Англія                                | Трава      | Арне Томс         | Ліонель Бартез Стефан Сіміан       | 5–7, 5–7      |
| 8.   | 1996 | Ченнай, Індія                                   | Тверде     | Олег Огородов     | Магеш Бгупаті Леандер Паес         | 5–7, 1–6      |
| 9.   | 1996 | Маврикій                                        | Трава      | Андрей Павел      | Патрік Баур Йост Віннінк           | 1–0, RET.     |
| 10.  | 1997 | Ейлат, Ізраїль                                  | Тверде (i) | Рогір Вассен      | Патрік Баур Андрій Черкасов        | 3–6, 6–7      |
| 11.  | 1998 | Венеція, Італія                                 | Ґрунт      | Массімо Бертоліні | Небойша Джорджевич Маркос Ондруска | 6–1, 1–6, 2–6 |
| 12.  | 2001 | Стамбул, Туреччина                              | Тверде     | Міхаель Кольманн  | Джонатан Ерліх Мікаель Льодра      | W/O           |
| 13.  | 2002 | Сеговія, Іспанія                                | Тверде     | Кароль Бек        | Тім Крічтон Тодд Перрі             | 7–5, 6–7, 4–6 |
| 14.  | 2006 | Еккенталь, Німеччина                            | Килим      | Торстен Попп      | Джошуа Ґудалл Росс Гатчінс         | 5–7, 3–6      |
| 15.  | 2007 | Гайльбронн, Німеччина                           | Тверде (i) | Мікаель Льодра    | Міхаель Кольманн Райнер Шуттлер    | W/O           |